# Lilla Blanken
Lilla Blanken är en sjö i Karlskrona kommun i Blekinge och ingår i Nättrabyåns huvudavrinningsområde. Sjöns area är 0,05 kvadratkilometer och den är belägen 106 meter över havet.